# 라스토보섬

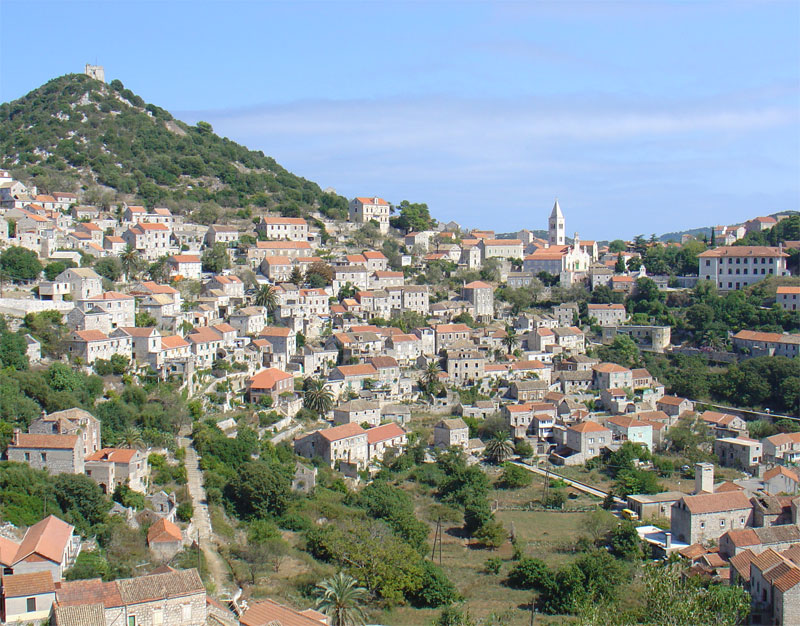
라스토보섬

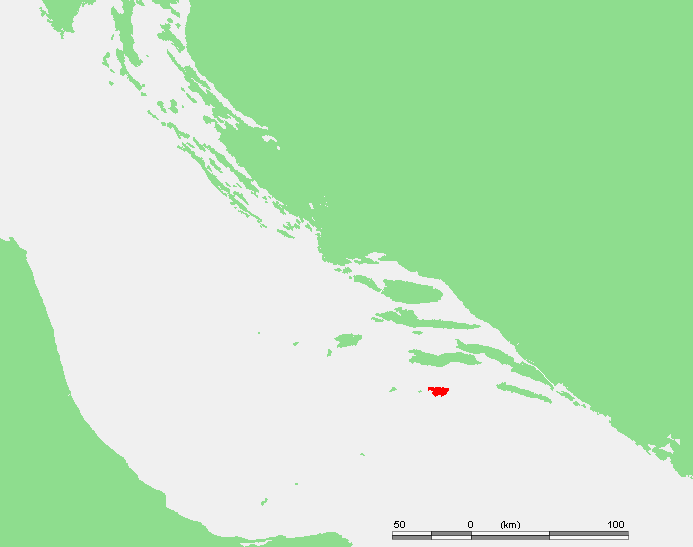
라스토보섬의 위치

라스토보섬(크로아티아어: Lastovo, 이탈리아어: Lagosta, 독일어: Augusta, 라틴어: Augusta Insula)은 아드리아해에 위치한 크로아티아의 섬으로 면적은 46.87km2, 높이는 415m, 인구는 792명(2011년 기준), 인구 밀도는 16.9명/km2이다. 행정 구역상으로는 두브로브니크네레트바주에 속한다. 인근에 위치한 섬들로는 비스섬, 브라치섬, 흐바르섬, 코르출라섬, 믈레트섬이 있다.
고대 로마 시대부터 사람이 살았으며 950년경 비잔티움 제국의 콘스탄티누스 7세 황제가 쓴 문헌에 등장할 만큼 오랜 역사를 자랑한다. 1252년부터 1808년까지는 라구사 공화국, 1815년부터 1918년까지는 오스트리아의 지배를 받았고 제1차 세계 대전 종전 이후에는 이탈리아의 지배를 받았다. 제2차 세계 대전 종전 이후에는 유고슬라비아의 지배를 받았다.